# Gruppenleiter
Ein Gruppenleiter oder Teamleiter ist ein Mitarbeiter, der eine abgrenzbare Personengruppe („Team“) zum Erfolg führen soll. Als Personengruppen können Arbeits- und Jugendgruppen, aber auch Qualitätszirkel, Projektgruppen und Wertanalysegruppen genannt werden. Der Teamleiter wird von dafür Verantwortlichen berufen und trägt die Verantwortung für die erfolgreiche Abwicklung der Gruppenprozesse. Er ist für die Erfüllung der gesetzten Ziele innerhalb der Vorgaben der Rahmenorganisation verantwortlich und mit klar definierten Kompetenzen ausgestattet, um die Anordnungen durchsetzen zu können. Dadurch unterscheidet er sich vom informellen Gruppenführer, der z. B. als Gruppensprecher die informellen Interessen des Teams vertritt. Seine Hauptaufgabe besteht darin, die individuellen Fähigkeiten seiner Teammitglieder so zu koordinieren, dass sie ihren Aufgaben gerecht werden.
Die Teamleitung ist in Unternehmen meist einem Hauptgruppenleiter oder Abteilungsleiter bzw. Bereichsleiter und somit einem Manager unterstellt.

## Berufliche Funktionen
In der Wirtschaft und in der öffentlichen Verwaltung haben Gruppenleiter je nach Bezeichnung, Unterstellungsverhältnissen bzw. Tätigkeitsfeldern ganz unterschiedliche berufliche Funktionen, wie die folgenden Beispiele zeigen:
- Im öffentlichen Dienst nehmen Gruppenleiter bei Bund, Ländern und Gemeinden oder bei sonstigen Einrichtungen in verschiedener Weise öffentliche Aufgaben wahr. Gruppenleiter in Ministerien  – auch Referatsgruppenleiter genannt – stehen in der organisatorischen Hierarchie z. B. über Sachgebiets- und Referats-/Dezernatsleitern, aber unter  Abteilungs- und Ressortleiter bzw. Leiter/Geschäftsführer. Bei nachgeordneten Behörden und Kommunen gibt es Gruppenleiter im gehobenen Dienst, die in der Regel als fachliche (laterale) Führungskräfte ein Team von Sachbearbeitern leiten.
- Im Bereich der Justiz beschäftigen sich die Gruppenleiter mit Rechtsfragen. Bei der Staatsanwaltschaft gibt es den Gruppenleiter als Amtsbezeichnung (Staatsanwalt als Gruppenleiter). Er kann hier als Stellvertreter des Abteilungsleiters (Oberstaatsanwalts) agieren.
- In der Industrie[5] ist der Begriff des Gruppenleiters in vielen Bereichen vertreten, beispielsweise im Materialbereich als Leiter von Materialgruppen, im Produktionsbereich als Meister,[6] im Marketingbereich als Verkaufsgruppenleiter und im Verwaltungsbereich als Büroleiter. In der Hierarchie stehen der Abteilungs-, Hauptabteilungsleiter und der Unternehmensleiter über dem Gruppenleiter.
- Im Dienstleistungsbereich finden wir den Gruppenleiter vor allem bei der Versicherung, dem Callcenter, im Rahmen der Sozialarbeit, der Heilpädagogik und der Heilerziehungspflege. In der Jugendarbeit ist der Gruppenleiter ein meist ehrenamtlich engagierter älterer Jugendlicher. Im Falle einer Leitungsfunktion innerhalb eines Jugendverbandes wird vom Jugendleiter gesprochen, der einem Abteilungsleiter bzw. dem Leiter des Verbandes unterstellt ist.

## Aufgaben
Die Aufgaben eines Gruppen- oder Teamleiters sind in der Regel vielfältig und können je nach Zuständigkeit sehr unterschiedlich sein. Zentral ist meist das Ausführen von Entscheidungen der Aufgabenträger übergeordneter Führungsebenen sowie die Festlegung von Zielen für das Team innerhalb dieses Rahmens inkl. der Kommunikation der Ziele und der Prüfung des Erreichten, die Planung von Gruppenaufgaben und Delegieren von Aufgaben, das Fällen und Umsetzen von Routineentscheidungen, das Aufrechterhalten des Arbeitsflusses und die Beseitigung von Störungen des Arbeitsablaufes.
Zusammenfassend bestehen die Aktivitäten eines Gruppen- oder Teamleiters in dem Konzipieren, dem Organisieren (z. B. eine zweckentsprechende Organisationsstruktur aufstellen, eine angemessene Arbeitsumgebung schaffen und Ressourcen sicherstellen), dem Realisieren (z. B. das Unterstützen der Gruppe, das Delegieren an Aufgabenträger, den Informationsfluss sicherstellen, die Leistungen der Gruppe steuern und den Autonomiegrad definieren) und dem Sichten der erzielten Gruppenergebnisse.
Im Hinblick auf die Optimierung kann als Hauptaufgabe dabei das Ziel angesehen werden, das Potenzial der einzelnen Teammitglieder bestmöglich zu nutzen. Als zeitgemäß gilt dabei ein transparenter (also auch kommunikationsintensiver) und kooperativer Führungsstil, der in hohem Maße auf die Problemlösungskompetenz der Mitarbeiter vertraut.
Oft wird auch die "Motivation von Mitarbeitern" als Aufgabe eines Teamleiters angegeben. Dies ist irreführend, da eine extrinsische Motivation langfristig nicht funktioniert und daher von einem Teamleiter nicht umsetzbar ist.

### Teambuilding
Unumgänglich für die Teamleitung ist das sogenannte „Teambuilding“ (auch „Teambildung“; von englisch „team building“ (wörtlich „Team-Bauen“)), d. h. das Formen des Teams als effektiv und effizient zusammenarbeitende Gemeinschaft. Hierfür spielt die Führung und Förderung der Gruppenmitglieder (siehe auch Mentoring) sowie der Umgang mit Konflikten eine große Rolle. Teamleiter leiten in der Regel auch Teambesprechungen. Insgesamt sehen sich in der Regel aber nicht getrennt vom Rest des Teams, so nehmen sie nicht selten an Teambesprechungen als vollkommen gleichwertiges Mitglied teil. Zusätzlich vertreten sie normalerweise die Interessen des Teams und ggf. einzelner Teammitglieder innerhalb der Organisation vor dem gemeinsamen Vorgesetzten.